# Ötztaler Ache
Ötztaler Ache – rzeka w austriackim Tyrolu, prawy dopływ Innu (ujście w Imst). Długość: około 35 km.
Rzeka jest skrajnie trudnym szlakiem kajakowym (górskim). W skali trudności rzek górskich posiada klasyfikację od WWIII do, w niektórych miejscach, najwyższej – WWVI.